# Kultura Erlitou

Przybliżony zasięg kultury Erlitou

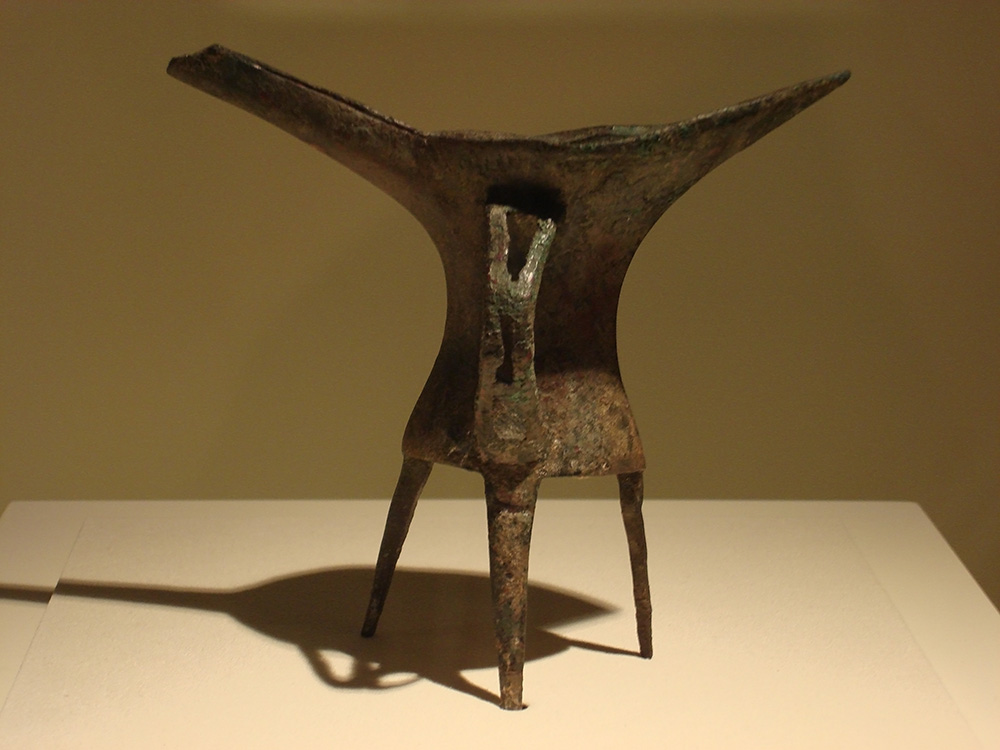
Naczynie na alkohol typu jue, wykonane z brązu. Kolekcja Instytutu Archeologii Chińskiej Akademii Nauk Społecznych

Kultura Erlitou (chiń. upr. 二里头文化; chiń. trad. 二里頭文化; pinyin Erlǐtóu wénhuà) – nazwa nadana przez archeologów kulturze z wczesnej epoki brązu (ok. 1900–1600 p.n.e.), której ślady obecności znalezione zostały w następujących prowincjach współczesnych Chin: Henan, Hubei, Shaanxi, Shanxi. Nazwa pochodzi od miejsca odkrycia największej osady w roku 1959 (o powierzchni 3 km²). Większość chińskich archeologów uważa, że kulturę Erlitou należałoby utożsamiać z półlegendarną dynastią Xia. Ten pogląd nie jest podzielany przez innych archeologów, jako że nie zachowały się żadne pisemne świadectwa dotyczące kultury Erlitou.
Kultura ta miała cztery fazy, z czego dwie ostatnie przypadały na okresy odpowiednio ok. 1610–1555 p.n.e. i 1564–1521 p.n.e.; okresy te ustalono na podstawie pozostałości po kulturze Erlitou, które badano metodą datowania radiowęglowego.